# Champteussé-sur-Baconne
Champteussé-sur-Baconne là một xã thuộc tỉnh Maine-et-Loire trong vùng Pays de la Loire phía tây nước Pháp. Xã này nằm ở khu vực có độ cao trung bình 27 mét trên mực nước biển.